# Господиново (Силістринська область)
Господи́ново (болг. Господиново) — село в Силістринській області Болгарії. Входить до складу общини Кайнарджа.

## Населення
За даними перепису населення 2011 року у селі проживали 24 особи, з них 22 особи (91,7%) — болгари.
Розподіл населення за віком у 2011 році:
Динаміка населення: